# 許天奎

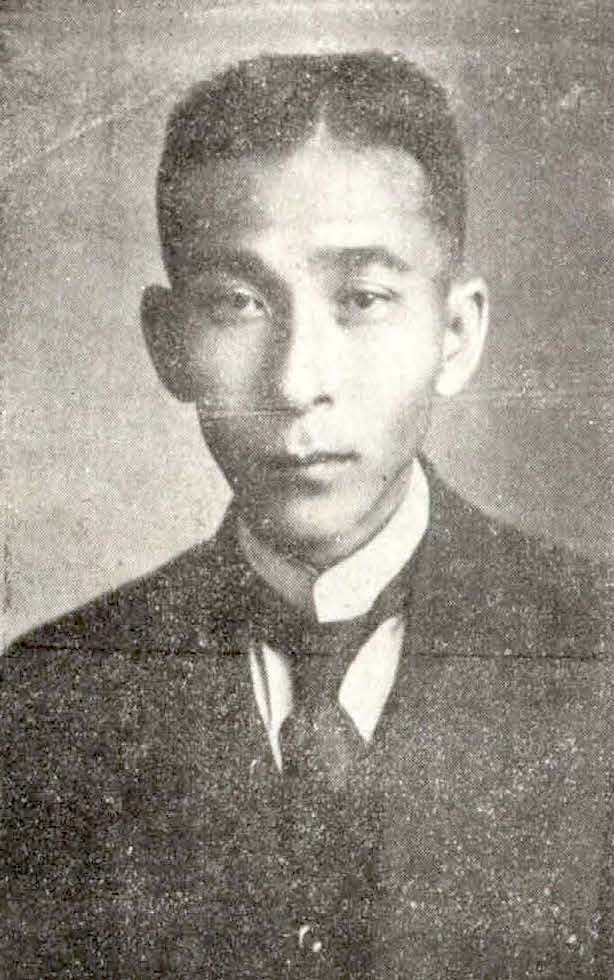
許天奎

許天奎（1883年11月25日—1936年3月24日），字鐵峰，台灣日治時期台中州大甲郡外埔人。畢業於臺灣總督府國語學校師範部。曾執教於后里、大甲等兩所公學校。後辭去教職投入業界，曾任大甲帽蓆組合會長、大甲中南拓殖株式會社社長、外埔庄信用組合長等職。亦曾任公職，1920年任外埔庄協議會員，1923年出任外埔庄長。著有《鐵峰山房詩集》、《鐵峰山房詩話》等書。其中，《鐵峰山房詩話》以評論日治時期頗負盛名的台灣詩人、詩作，其涉及範圍甚廣，遍及全島各地，頗具代表性。